# Einschaltquote
Die Einschaltquote einer Radio- oder Fernsehsendung ist der prozentuale Anteil der – je nach Messverfahren – Empfangshaushalte oder Personen, die zu einem gegebenen Zeitpunkt die Sendung hören oder sehen, um daraus Aussagen über das Fernsehverhalten einer Bevölkerung zu machen. Umgangssprachlich und in der öffentlichen Wahrnehmung wird unter der Einschaltquote oftmals die tatsächliche Zuschaueranzahl verstanden.
Sowohl bei der Erhebung als auch bei der Ausweisung von Einschaltquoten gibt es je nach Land und Empfangsmedium unterschiedliche Methoden. So kann die Einschaltquote beispielsweise auf einer Hochrechnung oder (z. B. bei Internet- oder Pay-per-View-Angeboten) auf vollständigen Daten der Grundgesamtheit basieren. Die Ausweisung kann die durchschnittliche Zuschauerzahl (in Deutschland bei TV-Einschaltquoten üblich) darstellen oder die Zahl der Menschen, die zumindest einem Teil der Sendung beigewohnt haben (in Deutschland bei den Radio-Reichweiten üblich).
In Deutschland ist das Marktforschungsinstitut GfK für die Auswahl der repräsentativen 5.000 Anschlüsse verantwortlich, die das Fernsehverhalten von 10.500 Personen erfassen. Die Ergebnisse werden dann zu der angenommenen Einschaltquoten hochgerechnet; das bedeutet, wenn 1.000 dieser 5.000 Haushalte denselben Krimi ansehen, so erreicht die Sendung, laut GfK 7,2 Millionen der 72 Mio. Zuschauer. Die Genauigkeit der Angabe sinkt zusätzlich dadurch, dass viele Sendungen zeitversetzt angesehen oder gestreamt werden und sämtliche, über Tablet oder Smartphone angesehenen Inhalte nicht mit erfasst werden.
Einschaltquoten haben einen besonderen Einfluss auf die Preise für Werbung in Radio- und Fernsehprogrammen, sind aber ebenso als eine indirekte Konsequenz der Strategien der Werbeindustrie zu verstehen.

## Funktionsweise

### Teleskopie
Teleskopie ist ein Verfahren für die Ermittlung der Einschaltquote beim Fernsehen.
In der Bevölkerung eines Landes wird eine Auswahl an Haushalten getroffen, die in ihrer Zusammensetzung der Struktur der Gesamtbevölkerung nahekommt. Diese sogenannte Panelgruppe bildet dann Grundlage für Berechnungen der Quote verwendet.
Die Panelgruppe wird mit technischer Ausrüstung zur Erfassung und Übermittlung der Fernsehgewohnheiten. Sieht ein Mitglied eines ausgewählten Haushaltes fern, drückt es einen Knopf auf der speziell ausgestatteten Fernbedienung. Das Messgerät zeichnet im Sekundentakt die gesehenen Sender auf. Kommt ein weiteres Haushaltsmitglied hinzu, muss auch dieses seinen Knopf auf dem Messgerät oder der Fernbedienung drücken, der Sender hat ab diesem Zeitpunkt einen Zuschauer mehr. Die Ergebnisse des Vortages werden am darauffolgenden Morgen veröffentlicht.
Dies ist nicht überall so: In Brasilien etwa werden die Einschaltquoten in Echtzeit gemessen, daher kann es vorkommen, dass bei Live-Sendungen bestimmte Programmteile verlängert oder gekürzt werden, wenn die Quoten gerade besonders steigen oder sinken.

### Datenauswertung
Bei der Auswertung der Daten sind die hochgerechneten absoluten Zuschauerzahlen für Sender und Werbetreibende eher zweitrangig. Wie viele zu einer bestimmten Zeit fernsehen, hängt von vielen Faktoren ab: Wetter, Tageszeit, Freizeitaktivitäten etc. Alle aus einem solchen Grunde gerade (Fernseh-)Abstinenten fallen als potenzielles Publikum für alle Sender gleichermaßen weg. Deren Werbepreise tragen den Schwankungen Rechnung, daher ist ein Werbespot zur Hauptsendezeit um 20:15 Uhr deutlich teurer als einer im Nachtprogramm. Dabei wird hier als Maßeinheit das Erreichen von jeweils 1.000 Zuschauern genutzt.
Interessanter ist daher, wie viele derer, die gerade fernsehen, ein bestimmtes Programm schauen. Dieser wieder in Prozenten ausgedrückte Marktanteil soll Rückschlüsse darüber ermöglichen, wie attraktiv eine Sendung verglichen mit den zeitgleich laufenden konkurrierenden Sendungen war (zum Beispiel von allen, die zu einem Zeitpunkt ferngesehen haben, sahen 25 % eine bestimmte Sendung). Da viele Produkte und Sendungen sich vor allem an bestimmte Altersgruppen richten, wird versucht, die Messwerte zusätzlich nach Altersgruppen, den sogenannten Zielgruppen, aufzuschlüsseln.

### Problemfall: die Erfassung der Mediennutzung über das Internet
Noch bevor der Trend dahin ging Medieninhalte auch über Tablets und Smartphones abzurufen stieg die Nutzung des Internets, insbesondere Streamingportale und Mediathek der Fernsehsender an. Mittlerweile wird das Angebot durch die Möglichkeit zum kostenpflichtigen Einzelabruf mittels Video-on-Demand, Möglichkeiten zum Download und zusätzliche Abonnements (wie Netflix und Amazon Prime) ergänzt. Die Tatsache, dass diese Nutzungsformen nicht durch die Quotenboxen erfasst werden, verfälscht die Ergebnisse der Quote zusätzlich.
Im Jahr 2021 erschien die deutsche Miniserie Eldorado KaDeWe – Jetzt ist unsere Zeit. Einen Tag nach der Erstausstrahlung des historischen Sechsteilsers lag die Quote im linearen Fernsehen nur bei gut 1,6 Millionen Zuschauer pro Folge, was nicht den Erwartungen entsprach. Drei Wochen später, als auch Anfrufe auf der ARD Mediathek berücksichtigt wurden, war jede Folge rund 900.000 Mal abgerufen worden, was die Miniserie in den Medien zum „Streaming-Hit“ machte – wobei jede Episode nun im Schnitt auf 2,6 Millionen Zuschauer kam.
Seit Sommer 2020 begann die der AfG zusätzlich die Mediathekennutzung zu messen und installierte in einigen der HAushalte zusätzlich Messrouter, um die Reichweite ausgewählter Streaming-Angebote auf Smart-TVs zu ermitteln. Bei allen Haushalten findet zudem eine anteilige Erfassung der nicht-linearen Angebote statt, bei der die Mediatheken von ARD und ZDF, sowie das Streaming-Angebot von Joyn berücksichtigt wurden.

## Anwendung

### Deutschland
Das erste Fernsehmeter, Tammeter genannt, wurde von der Attwood Group und A.C. Nielsen Company in Großbritannien entwickelt. Die ARD und ZDF gründeten mit der „Infratam“ mit Sitz in Wetzlar eine gemeinsame Tochtergesellschaft und führten von 1963 bis 1974 die ersten kontinuierlichen Quotenmessungen durch. Das Tammeter maß dabei minutengenau, lieferte die Ergebnisse (Geräteeinschaltung, Kanal, Uhrzeit) aber erst vier Wochen später und nur für den kompletten Fernsehhaushalt.
Im Januar 1975 führten die Fernsehanstalten in der Bundesrepublik Deutschland ein Teleskopieverfahren mittels eines speziellen Gerätes durch. Der mit dem Fernsehgerät verbundene „Teleskomat“ (40 cm breit, 10 cm hoch) wurde in 1.200 repräsentativ ausgewählten Haushalten eingesetzt. Das Gerät verfügte über sechs Programm- und sieben Personentasten, eine Zeituhr und ein elektronisches Aufzeichnungsgerät, das alle eingedrückten Daten der Fernsehzuschauer speicherte und nachts per Telefon an einen Zentralrechner in Bad Godesberg sendete.
Seit 1985 führt die GfK Gesellschaft für Konsumforschung die Erhebung der „Einschaltquoten“, genauer gesagt der „Fernsehnutzungsdaten“, durch. Geschah dies zunächst im Auftrag von ARD und ZDF, ist seit 1988 der Auftraggeber die Arbeitsgemeinschaft Fernsehforschung (AGF), ein Zusammenschluss der Senderfamilien von ARD, ProSiebenSat.1 Media AG, Mediengruppe RTL Deutschland und des ZDF. Seit 2009 ist Telecontrol Score, auch GfK-Meter genannt, das eingesetzte Messgerät.
Die Messung erfolgt in einem repräsentativen Panel (siehe Paneldaten), das eine Stichprobe aller deutschen und EU-ausländischen Fernsehhaushalte in Deutschland darstellt. Es ist eines der größten Panels seiner Art in Europa. Täglich berichtet die GfK aus 5.000 Haushalten mit insgesamt rund 10.500 Personen sekundengenau über die Fernsehnutzung des Vortags.
Die Haushalte zur Erhebung der Einschaltquote werden nach bestimmten Verfahrensweisen ausgewählt. Haushalte können sich nicht selbst bewerben. Ist ein ausgewählter Haushalt bereit, bei der Fernsehforschung mitzuwirken, erfolgt die Installation der Messgeräte an möglichst allen verfügbaren Fernsehgeräten im Haushalt. Per Knopfdruck melden sich die einzelnen Personen eines Haushalts an und ab, um sich als Zuschauer zu identifizieren. Über Nacht übermitteln die GfK-Meter dann die gemessenen Daten an das Rechenzentrum der GfK in Nürnberg. Mit Hilfe von Hochrechnungen wird die im Panel erhobene Stichprobe der Fernsehnutzung auf die ganze Grundgesamtheit übertragen.
So stehen an 365 Tagen im Jahr spätestens ab 8:30 Uhr die „Einschaltquoten“ des Vortags den berechtigten Nutzern für ihre Auswertungen zur Verfügung. Große Fernsehanbieter wie ProSieben, RTL oder ARD können auf einzelne Haushalte zurückgreifen und genaue Zuschauerzahlen messen. Dies wird bei Live-Events und im Abendprogramm häufig angewendet, um Programmangebote zu optimieren.

### Österreich
Die elektronische Messung der Einschaltquoten erfolgt in Österreich seit 1991 durch den TELETEST, der vom Marktforschungsinstitut GfK Austria durchgeführt wird. Davor gab es von 1981 bis 1990 den Kontinuierlichen Infratest (KIT), bei dem die Einschaltquoten mittels Fernsehtagebuch erhoben wurden. Seit Anfang 2007 wird der TELETEST von der Arbeitsgemeinschaft Teletest beauftragt. Mitglieder der AGTT sind der ORF/ORF-Enterprise, SevenOne Media Austria (P7S1P4) / ATV, IP Austria, ServusTV und Goldbach Media.
Messgeräte der Firma GfK Telecontrol, die mit den Messtechniken Substitution, Audiomatching und SIP (Screen Face Processing) arbeiten, stehen in 1.628 österreichischen Testhaushalten und registrieren jeden genutzten Fernsehkanal sekundengenau. Zeitversetzte Nutzung via (digitalem) Videorekorder ist inkludiert. Die Testseher melden sich mit einer speziellen Fernbedienung an. Die Testhaushalte stehen für eine Grundgesamtheit von 3.694.000 TV-Haushalten. Im Vergleich zu anderen Messsystemen in Europa ist die Anzahl der Panels auf die Einwohneranzahl bezogen sehr groß. Ein Panelhaushalt steht in Österreich nur für circa 2.256 TV-Haushalte. Als Grund dafür wird angegeben, dass auch für sehr kleine Gebiete (Vorarlberg, Burgenland) Daten valide ausweisbar sein sollten. Das Panel umfasst insgesamt 3556 Teilnehmer. 3239 Personen ab 12 Jahren stehen repräsentativ für die 7.302.000 Österreicher in Haushalten mit TV-Gerät. 317 Kinder (3 bis 11 Jahre) stehen repräsentativ für die 717.000 Kinder. Die Auswahl der Teilnehmer erfolgt mittels Zufallsverfahren. Etwa 18 % der Teilnehmer scheiden jedes Jahr aus dem Panel aus.
Nur wenige Daten der Panelstudie werden unentgeltlich veröffentlicht. Auf der AGTT-Seite gibt es täglich erstellte TOP-3-Sendungen ausgewählter Sender und Marktanteile nach Monaten und Jahren. Die AGTT-Mitglieder ORF, P7S1P4 / ATV und IP veröffentlichen auf ihren Webseiten und Telextangeboten ebenfalls Quotendaten.

### Schweiz
In der Schweiz beauftragt das Eidgenössische Departement für Umwelt, Verkehr, Energie und Kommunikation die unabhängige Mediapulse Stiftung mit der Erhebung der nationalen Fernseheinschaltquoten. Diese Stiftung ermittelt die Zahlen jedoch nicht selbst, sondern hat die Mediapulse AG damit beauftragt, die wiederum das Schweizer Fernsehpanel betreibt (mit nicht weniger als 1.870 Haushalten (Deutsche Schweiz: 1000 Haushalte, Französische Schweiz: 600 Haushalte, Italienische Schweiz: 270 Haushalte)).
Von 1985 bis 2012 erfolgte die Messung in den Panelhaushalten durch Messgeräte von GfK Switzerland. Messtechnikhersteller war die Telecontrol aus Kriegstetten, die seit 1983 Fernsehmessgeräte erzeugte und 2001 vollständig von der GfK übernommen wurde.
Auf den 1. Januar 2013 baute Mediapulse ein neues Fernsehpanel auf. Dieses ist mit dem Messgerät 5000 Series PeopleMeter von Kantar Media ausgerüstet. Nebst dem Live-TV-Konsum wird auch die zeitversetzte Nutzung und der TV-Konsum via Internet (am Computer oder Laptop) erfasst. Die Erfassung der Zuschauer läuft weiterhin über eine Anmeldung via Fernbedienung. Die Publikation der Resultate des neuen Panels verzögerte sich allerdings erheblich: Nachdem zunächst Mediapulse technische Probleme geltend machte, zweifelten später einzelne TV-Sender die Korrektheit der Resultate vor Gericht an. Nach einer Einigung zwischen Mediapulse und dem Kläger 3 Plus wurden die Daten am 31. Juli zur Publikation freigegeben.
Der Radio-Konsum wird in der Schweiz im Mediapulse Radiopanel mit der sogenannten Mediawatch gemessen.

### Großbritannien
Die elektronische Messung der TV-Einschaltquoten wird im United Kingdom durch das Broadcasters’ Audience Research Board (BARB) beauftragt, das im gemeinsamen Besitz von BBC, ITV, Channel 4, Channel 5, Sky und der Institute of Practitioners in Advertising (IPA) ist. Dienstleister der BARB sind u. a. RSMB, Ipsos MORI und Kantar Media.
Im Jahr 2016 hatte die BARB rund 5.100 Testhaushalte, in denen über 12.000 teilnehmende Personen leben. Bei einer TV-Gesamtbevölkerung von 59,028 Millionen in UK repräsentiert jeder Testseher in der Hochrechnung über 5.000 Personen. Die Messbox zeichnet exakt die Programme auf, die gesehen werden. Ein fernsehender Panelist meldet sich mit einer Taste auf einer speziellen Fernsteuerung an und ab. Die Daten werden in der Nacht eingesammelt und sind ab ca. 9:30 Uhr am Folgetage für Fernsehsender und Werbeindustrie auswertbar. Time-Shift-Daten (Videoaufzeichnungen) stehen für bis zu 28 Tage Nachnutzung zur Verfügung.
Die BARB veröffentlicht unter anderem wöchentliche TOP-10-Hitlisten, einen Wochenüberblick nach Sendern oder die Nutzung von Programmfeldern.

### Vereinigte Staaten
In den USA wird der Zuschauerwert zwar auch in der Gesamtzahl gemessen, jedoch werden nicht nur – wie in Deutschland – die „Live-Zuschauer“ gemessen, sondern auch diejenigen, welche aufgezeichnetes Material innerhalb einer Woche verspätet angesehen haben. So entsteht eine Woche nach der Fernseherstausstrahlung das sogenannte Rating/Share.

#### Rating/Share
Rating/Share sind zwei verschiedene Messeinheiten, welche in den USA zur Einschätzung der Zuschauerresonanz eingesetzt werden:
- Rating: Die Prozentzahl, welche unter Rating angegeben ist, gibt an, wie viele Zuschauer aus allen Haushalten, welche durch technische Gegebenheiten die Möglichkeit besitzen, ein bestimmtes Programm zu verfolgen, zugesehen haben. Laut Nielsen Media Research waren dies im September 2006 insgesamt 110,2 Millionen Haushalte. Die Zielgruppe bilden in den USA die 18- bis 49-Jährigen.
- Share: Die Prozentzahl, welche unter Share angegeben ist, gibt an, wie viele Menschen aus der Gesamtzahl aller zum Messzeitpunkt eingeschalteten Geräte ein spezifisches Programm angesehen haben.

## Quotenrekorde

### Deutschland
Den bisherigen Rekord für Zuschauerzahlen in Deutschland erreichte am 13. Juli 2014 die ARD beim Fußball-WM-Finale Deutschland gegen Argentinien: in der Zielgruppe Z3+ wurde über die gesamte Sendezeit, ein durchschnittlicher Marktanteil von 86,3 Prozent errechnet (was mehr als 34,5 Millionen Menschen wären). Dabei wurden die zahlreichen Zuschauer beim Public Viewing sowie in Restaurants und Kneipen nicht mitgezählt. Den vorherigen Rekord hatte das Fußball-WM-Halbfinale am 8. Juli 2014, Brasilien gegen Deutschland erzielt, als die Hochrechnung über 32,5 Millionen Zuschauer ergab.
Der mehrteilige Durbridge-Krimi Das Halstuch, der im Januar 1962 ausgestrahlt wurde, erreichte an den sechs Sendeabenden Quoten bis 89 Prozent. Wer kein eigenes Fernsehgerät besaß, tat sich oft mit Nachbarn oder Bekannten zusammen oder suchte eine Kneipe auf. Auch die Hochrechnungen für den im Januar 1963 veröffentlichten Sechsteiler von Francis Durbridge unter dem Titel Tim Frazer lagen zwischen 80 und 93 Prozent (die höchste am 25. Januar 1963 mit Teil 6). Am 25. März 1962 kam die Live-Aufführung Tante Jutta aus Kalkutta aus dem Millowitsch-Theater auf eine Einschaltquote von 88 %.
Die Episode „Die Schuldfrage“ der Fernsehserie Die Schwarzwaldklinik vom 17. November 1985 hält mit 27,97 Millionen Zuschauern bis heute den Rekord für ein fiktionales Programm.
Quotenrekorde des Jahres
| J    | Sd  | Programm                                                                             | Datum         | Beginn | Dauer   | Sehb. % | Sehb. M    | MA     |
| ---- | --- | ------------------------------------------------------------------------------------ | ------------- | ------ | ------- | ------- | ---------- | ------ |
| 2008 | ZDF | Fußball-Europameisterschaft 2008: Deutschland – Türkei                               | 25. Juni 2008 | 20:48  | 1:35:00 | 40,3 %  | 29,46 Mio. | 81,5 % |
| 2009 | ZDF | ZDF SPORTextra: Fußball-Weltmeisterschaft 2010/Qualifikation: Russland – Deutschland | 10. Okt. 2009 | 17:04  | 1:33:22 | 17,3 %  | 12,46 Mio. | 55,6 % |
| 2010 | ARD | Fußball-Weltmeisterschaft 2010 live: Deutschland – Spanien                           | 7. Juli 2010  | 20:28  | 1:39:16 | 43,1 %  | 31,10 Mio. | 83,0 % |
| 2011 | ZDF | Fußball-Weltmeisterschaft der Frauen 2011 live: Deutschland – Japan                  | 9. Juli 2011  | 20:45  | 2:08:43 | 23,6 %  | 17,01 Mio. | 59,2 % |
| 2012 | ARD | Fußball-Europameisterschaft 2012: Deutschland – Italien                              | 28. Juni 2012 | 20:46  | 1:38:32 | 38,9 %  | 27,99 Mio. | 76,6 % |
| 2013 | ZDF | ZDF SPORTextra: UEFA Champions League 2012/13: Borussia Dortmund – FC Bayern München | 25. Mai 2013  | 20:46  | 1:33:52 | 30,1 %  | 21,61 Mio. | 61,7 % |
| 2014 | ARD | Fußball-Weltmeisterschaft 2014 live: Deutschland – Argentinien                       | 13. Juli 2014 | 20:59  | 2:14:28 | 47,9 %  | 34,57 Mio. | 86,2 % |
| 2015 | RTL | Fußball-Europameisterschaft 2016/Qualifikation: Deutschland – Georgien (2. Hälfte)   | 11. Okt. 2015 | 21:47  | 0:48:21 | 19,1 %  | 13,84 Mio. | 43,1 % |
| 2016 | ZDF | Fußball-Europameisterschaft 2016 live: Deutschland – Frankreich                      | 7. Juli 2016  | 21:01  | 1:36:08 | 39,8 %  | 29,85 Mio. | 80,3 % |
| 2017 | ZDF | ZDF SPORTextra: Confederations Cup: Chile – Deutschland                              | 2. Juli 2017  | 20:01  | 1:35:26 | 19,8 %  | 14,86 Mio. | 42,7 % |
| 2018 | ARD | Fußball-Weltmeisterschaft 2018: Deutschland – Schweden                               | 23. Juni 2018 | 20:00  | 1:42:05 | 36,4 %  | 27,53 Mio. | 76,3 % |

Daten: AGF in Zusammenarbeit mit GfK; TV-Scope 6.1, Zuschauer Gesamt, alle Sender, Montag–Sonntag, 03:00–03:00 Uhr, Mindestsendungslänge 10 Minuten

J: Jahr; Sd: Sender; Dauer in h; Sehb, % und M: Sehbeteiligung (Durchschnittsreichweite) in Prozent und Millionen; MA: Marktanteil

### Österreich
In der Zeit vor 1991 wurden die TV-Quoten in Österreich mittels Befragungswellen bzw. ab 1980 mit einem Fernsehtagebuch-Verfahren, dem Kontinuierlichen Infratest (KIT) erhoben. Diese methodischen Unterschiede machen einen Vergleich mit den heutigen gemessenen Daten des TELETESTs nur bedingt möglich. Die nutzungsstärkste Sendung im Infratest lief am 27. Dezember 1984. Es war eine Folge von Ich heirate eine Familie mit Peter Weck mit 4 Millionen Zusehern. Zweitstärkste Sendung war Wetten, dass..?, noch mit Frank Elstner am 12. April 1986 mit 3,9 Millionen. Die drittbeste Sendung waren Die Dornenvögel am 29. November 1983 mit 3,8 Millionen. Die höchste jemals in Österreich registrierte TV-Tagesreichweite mit 87 % (Erwachsene) wurde am Dreikönigstag 1985 erzielt. Es war ein idealer Fernsehsonntag mit nicht mehr als minus zehn Grad und einem breiten Unterhaltungs- und Sportangebot (Slalom und Vierschanzentournee). Im TELETEST, der elektronischen Messung seit 1991, ist die Zeit im Bild 1 vom 24. November 2002 am Tag der Nationalratswahl 2002 mit einer Durchschnittsreichweite von 2,6 Millionen die reichweitenstärkste Sendung. Auf Platz zwei liegt die Peter Alexander Show auf FS1 (ORF1) am 21. Dezember 1991 mit 2,585 Millionen.
Einige Beispiele für österreichische Quotenrekorde zwischen 2015 und 2017
| Bereich | J    | Sd       | Programm                                       | Datum         | Beginn | Dauer | DRW %  | DRW T      | MA   |
| ------- | ---- | -------- | ---------------------------------------------- | ------------- | ------ | ----- | ------ | ---------- | ---- |
| ORF     | 2015 | ORF eins | Eurovision Song Contest 2015: Finale – Voting  | 23. Mai 2015  | 23:48  |       | 23,1 % | 1.678 Tsd. | 72 % |
| ORF     | 2016 | ORF eins | Fußball-EM: Portugal – Österreich, 2. Halbzeit | 18. Juni 2016 | 21:59  | 0:50  | 24,9 % | 1.816 Tsd. | 62 % |
| ORF     | 2017 | ORF 2    | Bundesland heute (Nationalratswahl 2017)       | 15. Okt. 2017 | 19:03  |       | 26,5 % | 1.983 Tsd. | 62 % |
| Private | 2017 | Puls 4   | Wahlkampf: Die Duelle                          | 8. Okt. 2017  |        |       |        | 767 Tsd.   |      |

Daten: AGTT / GfK TELETEST. Österreich gesamt. Zielgruppe 12+ (Personen älter als 12 Jahre)

J: Jahr; Sd: Sender; Dauer in h; DRW % und T: Durchschnittsreichweite in Prozent und Tausend; MA: Marktanteil

### Schweiz
Quotenrekorde SRF Deutschschweiz
| J    | Sd       | Programm                                                            | Datum         | Beginn | Dauer | Rat. T     |
| ---- | -------- | ------------------------------------------------------------------- | ------------- | ------ | ----- | ---------- |
| 2013 | SRF zwei | Eishockey: WM Finnland / Schweden, Final Schweiz – Schweden         | 19. Mai 2013  | 20:30  | 1:38  | 1.178 Tsd. |
| 2014 | SRF zwei | Fussball: FIFA-WM 2014 Brasilien: Achtelfinal Argentinien – Schweiz | 1. Juli 2014  | 18:00  | 2:09  | 1.506 Tsd. |
| 2015 | SRF 1    | Tagesschau                                                          | 18. Okt. 2015 | 19:30  | 0:32  | 1.022 Tsd. |
| 2016 | SRF zwei | Fussball: UEFA Euro 2016 Schweiz – Frankreich                       | 16. Juni 2016 | 21:00  | 1:33  | 1.567 Tsd. |
| 2017 | SRF zwei | Ski alpin: WM, St. Moritz Abfahrt Männer                            | 12. Feb. 2017 | 13:29  | 1:19  | 1.076 Tsd. |
| 2018 | SRF zwei | Fußball: FIFA-WM 2018 Russland: Brasilien – Schweiz                 | 17. Juni 2018 | 20:00  | 1:38  | 1.618 Tsd. |

Daten: Mediapulse Fernsehpanel / Deutschschweiz / 1. Januar 2013 bis 30. Juni 2017 / 3+ Jahre / Overnight+7 (live + zeitversetzte Nutzung bis 7 Tage nach Erstausstrahlung). Hinweis: Von der Nachrichtensendung "Tagesschau" und von der Sendung "Meteo" im Anschluss wird jeweils nur die meistgesehene Ausgabe ausgewiesen

J: Jahr; Sd: Sender; Dauer in h; Rating T: Rating (Sehbeteiligung / Durchschnittsreichweite) in Tausend

### USA
Der Quotenrekord der letzten Episode der Fernsehserie M*A*S*H aus dem Jahre 1983 (106 Mio. Zuschauer, 79,2 % der Haushalte), wurde durch die Übertragung des „Super Bowl XLIV“ am 7. Februar 2010 mit 106,5 Millionen Zuschauern abgelöst, gefolgt von der Episode Who Done It? (dt. Wer hat auf J.R. geschossen?) der Fernsehserie Dallas. Die weiteren Plätze der Top Ten belegen die letzte Episode von Roots, vier Super-Bowl-Übertragungen, das Eiskunstlauf-Duell zwischen Nancy Kerrigan und Tonya Harding bei den Olympischen Winterspielen 1994 und eine Ausstrahlung von Vom Winde verweht (in zwei Teilen, daher zwei Mal in der Liste vertreten).

### Frankreich
In Frankreich werden die Einschaltquoten von Médiamétrie ermittelt. Die Rekorde für das Jahr 2009 halten
- Platz 1: die Übertragung des Wohltätigkeitskonzertes Les Enfoirés mit 12,3 Mio.,
- Platz 2: das Fußballländerspiel Frankreich-Irland mit 11,7 Mio. und
- Platz 3: eine Folge der Fernsehserie Dr. House mit 10,2 Mio. Fernsehzuschauern.

### Italien
Den Quotenrekord in Italien hält mit 24 Mio. Zuschauern (84,11 %) das Endspiel der Fußball-Weltmeisterschaft 2006 zwischen Italien und Frankreich.

## Kritik

### Allgemeine Kritikpunkte
Die Digitalisierung hat die Fernsehgewohnheiten vieler Menschen stark verändert, während die „Einschaltquote“ noch immer auf linearem Fernsehen beruht. Daruas ergibt sich eine Reihe von allgemeinen Kritikpunkten:
- Die Erfassung ist per se nicht mehr zeitgemäß[3]
- Die Erfassung ermöglicht keine direkte Aussage zur tatsächlichen Beliebtheit einer Sendung
- Wird eine Quote nicht erreicht, so kann dies zum Absetzen einer Sendung führen[6]
- Ein Drittel der Deutschen ruft Medieninhalte mittlerweile über das Internet ab[2]
- Aussagekräftiger als eine Einschaltquote wäre eine Nettoreichweite, die alle Arten von Abrufen eines Inhaltes berücksichtigt[6]
- Inhalte werden immer öfter zeitversetzt angesehen[7]
- Sobald Zuschauer eine Minute oder länger bei einer Sendung verweilen, gilt diese als angesehen[3]
- Einer der Hauptgründe dafür, das die Quote nach wie vor erhoben wird ist die Bepreisung der Werbezeit[8]

### Technische Ausrüstung zur Aufzeichnung
Auch aus Sicht der Sozialforschung werden die Einschaltquoten kritisiert. Es sei fragwürdig, ob sich die Anzahl der Zuschauer mit den angewendeten Mitteln tatsächlich relativ sicher quantitativ ermitteln lasse und ob die Qualität des Zuschauens hinreichend berücksichtigt wird. Ob jemand stundenlang nebenbei Musikfernsehen laufen lässt oder als einzige Sendung des Tages die Nachrichten, dürfte sich qualitativ sehr unterscheiden (Aufnahmefähigkeit, Konzentration, Dauer des Gesamtfernsehkonsums etc.). Des Weiteren sei es fraglich, ob eine Stichprobe aus Menschen, die sich dazu bereit erklärt hat, ihren Fernsehkonsum dokumentieren zu lassen, als repräsentativ für die Grundgesamtheit der Bevölkerung angesehen werden könne.

### Zusammensetzung des Panels
Laut Süddeutscher Zeitung stützt sich in Deutschland die Auswahl der Haushalte, die im Panel berücksichtigt werden, auf Daten der Bundeswahlverzeichnisse. Dadurch sind beispielsweise Ausländer unterrepräsentiert. Erst 2001 wurde das Panel um 140 Ausländerhaushalte ergänzt. Lücken gibt es ebenso im Bereich des Fernsehkonsums, der nicht in Haushalten stattfindet: Büros, Hotels, Kasernen, Alten- und Pflegeheime, Krankenhäuser, aber auch Studentenwohnheime und -WGs werden nicht mit der „Quotenbox“ ausgestattet. Daher wird die Aussagekraft der hochgerechneten Einschaltquoten immer wieder bezweifelt. Derzeit gibt es aber zu den GfK-Zahlen keine vernünftige Alternative für ein Panel, das die Zusammensetzung der Bevölkerung genauer repräsentieren würde.

### Zuverlässigkeit der Panel-Mitglieder
Die Verlässlichkeit der erhobenen Einschaltdaten bedingt sich durch die Zuverlässigkeit, mit der die Panel-Mitglieder die technische Ausrüstung zur Aufzeichnung der Fernsehgewohnheiten bedienen. Es ist nicht überprüfbar, ob ein Mitglied auch tatsächlich zuverlässig immer den richtigen Knopf der speziell ausgestatteten Fernbedienung betätigt.

### Sekundärquellen
Neuartige Medien, darunter Smart TV, soziale Netze (z. B. Twitter) und Suchmaschinen (z. B. Google Trends), Webseitenaufrufe, Zuschauer-Rückmeldungen (E-Mail, Telefon, SMS) und Umsatz von Merchandising-Produkten zu den gezeigten Sendungen, aber auch der Erfolg der beworbenen Produkte und Dienstleistungen sind wichtige Sekundärquellen für die Berechnung von Einschaltquoten. Smart TVs liefern durch ihre ständige Internetanbindung wertvolle Informationen über die gesehenen Sendungen in Echtzeit. Televoting- und Gewinnspielhotlines können die Anzahl Anrufe nach quantitativen, zeitlichen und geographischen Kriterien auswerten. Die Telefonvorwahl liefert hierbei genauere Informationen als die IP-Adresse des Zuschauers.

## Film
„Die Quotenmacher“ ist ein deutsch-schweizerischer Fernsehfilm von Christoph Weinert aus dem Jahr 2000 für die Reihe Das kleine Fernsehspiel (ZDF/3sat). Privatdetektiv Schmilinsky ermittelt in Sachen Einschaltquote. Ein kritisch-ironischer Seitenblick auf die Quotenhysterie im Fernsehgeschäft. Der Film bedient sich dabei einer dokumentarisch-fiktionalen Mischform: Privatdetektiv Schmilinsky übernimmt einen heiklen Auftrag. Er soll ermitteln, wie die Einschaltquoten im deutschen Fernsehen in Wahrheit zustande kommen. Bei seinen Recherchen gerät Schmilinsky in das Visier zwielichtiger Gestalten, die ihm schließlich nach dem Leben trachten.
Free Rainer ist ein deutscher Kinofilm des österreichischen Regisseurs Hans Weingartner aus dem Jahr 2007. Die Mediensatire schildert die Bekehrung des Fernsehproduzenten Rainer von einem quotenorientierten Macher von Unterschichtenfernsehen zu einem Aufklärer, der mit einer kleinen zusammengewürfelten Gruppe großflächig Quotenboxen manipuliert, um „bessere“ Zahlen zu produzieren. Seine Erkenntnis „Wenn man den Leuten nur lang genug Mist vorsetzt, wollen sie irgendwann nichts anderes mehr als diesen Mist“ dreht er damit um und bringt damit die Programmmacher dazu, anspruchsvollere Inhalte anzubieten, die in Weingartners Utopie begeistert angenommen werden.
In der zweiten Staffel von MaiThink X – Die Show, befasste sich Mai Thi Nguyen-Kim in der dritten Folge Die geheme Macht der Quotenboxen (Erstausstrahlung am 20. März 2022) mit der Erhebung der TV-Quote beim linearen Fernsehen und deren Einfluss auf das Fernsehprogramm.